# Delettes
Delettes ist eine französische Gemeinde mit 1.146 Einwohnern (Stand: 1. Januar 2022) im Département Pas-de-Calais in der Region Hauts-de-France (vor 2016: Nord-Pas-de-Calais). Sie gehört zum Arrondissement Saint-Omer und zum Kanton Fruges.

## Geographie
Die Gemeinde Delettes liegt etwa 14 Kilometer südsüdwestlich von Saint-Omer. Nachbargemeinden von Delettes sind Herbelles im Norden, Thérouanne im Nordosten und Osten, Enguinegatte im Osten und Südosten, Erny-Saint-Julien im Südosten, Bomy im Süden, Coyecques im Südwesten und Westen, Dohem im Westen sowie Cléty im Nordwesten.

## Bevölkerungsentwicklung
| Jahr                       | 1962 | 1968 | 1975 | 1982 | 1990 | 1999 | 2006 | 2013 | 2022 |
| Einwohner                  | 756  | 742  | 743  | 821  | 912  | 912  | 1041 | 1158 | 1192 |
| Quellen: Cassini und INSEE |      |      |      |      |      |      |      |      |      |

## Sehenswürdigkeiten
- Kirche Saint-Maxime
- Kapelle Notre-Dame-des-Affliges im Ortsteil Westrehem

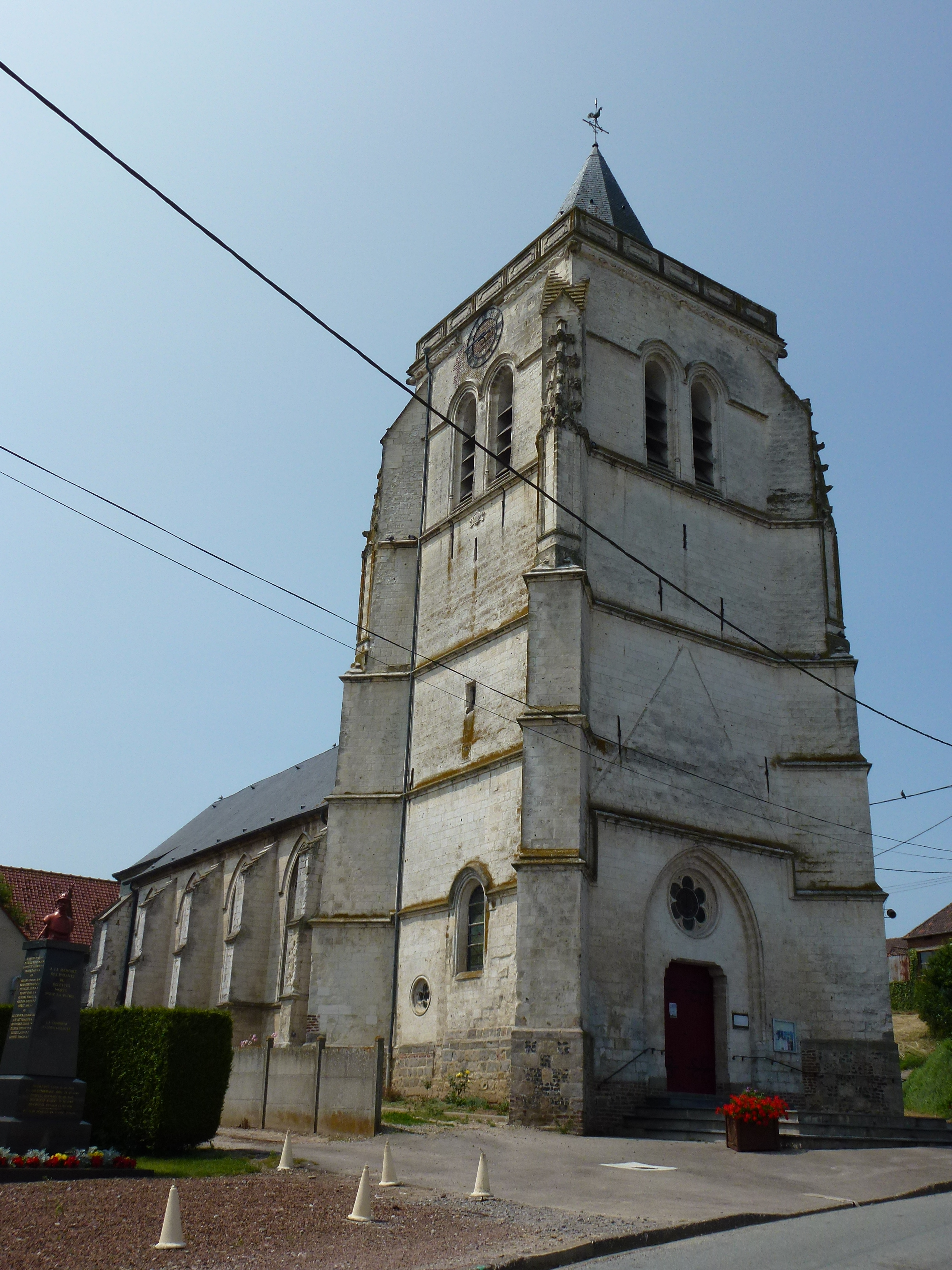
Kirche Saint-Maxime
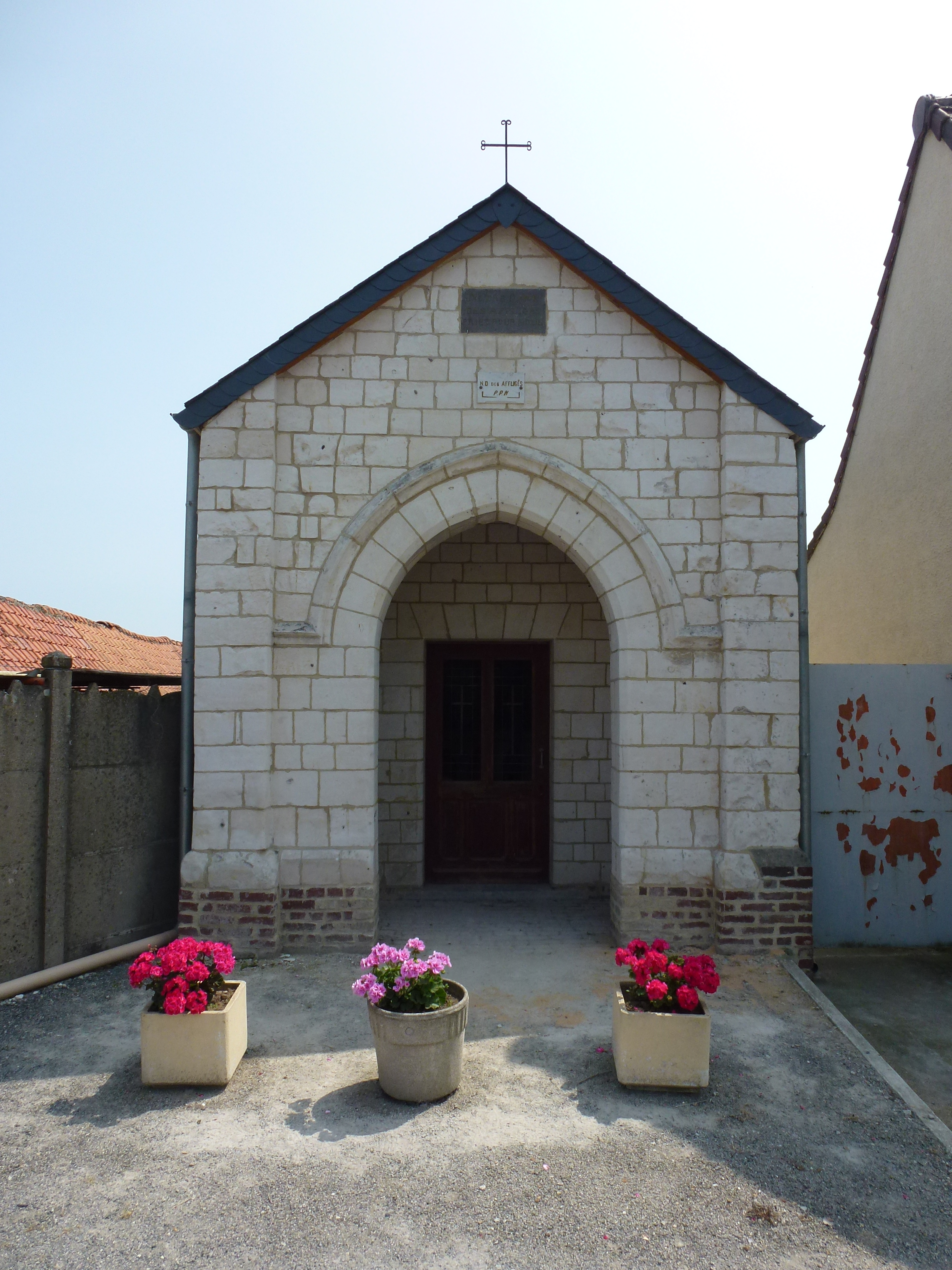
Kapelle Notre-Dame-des-Affliges
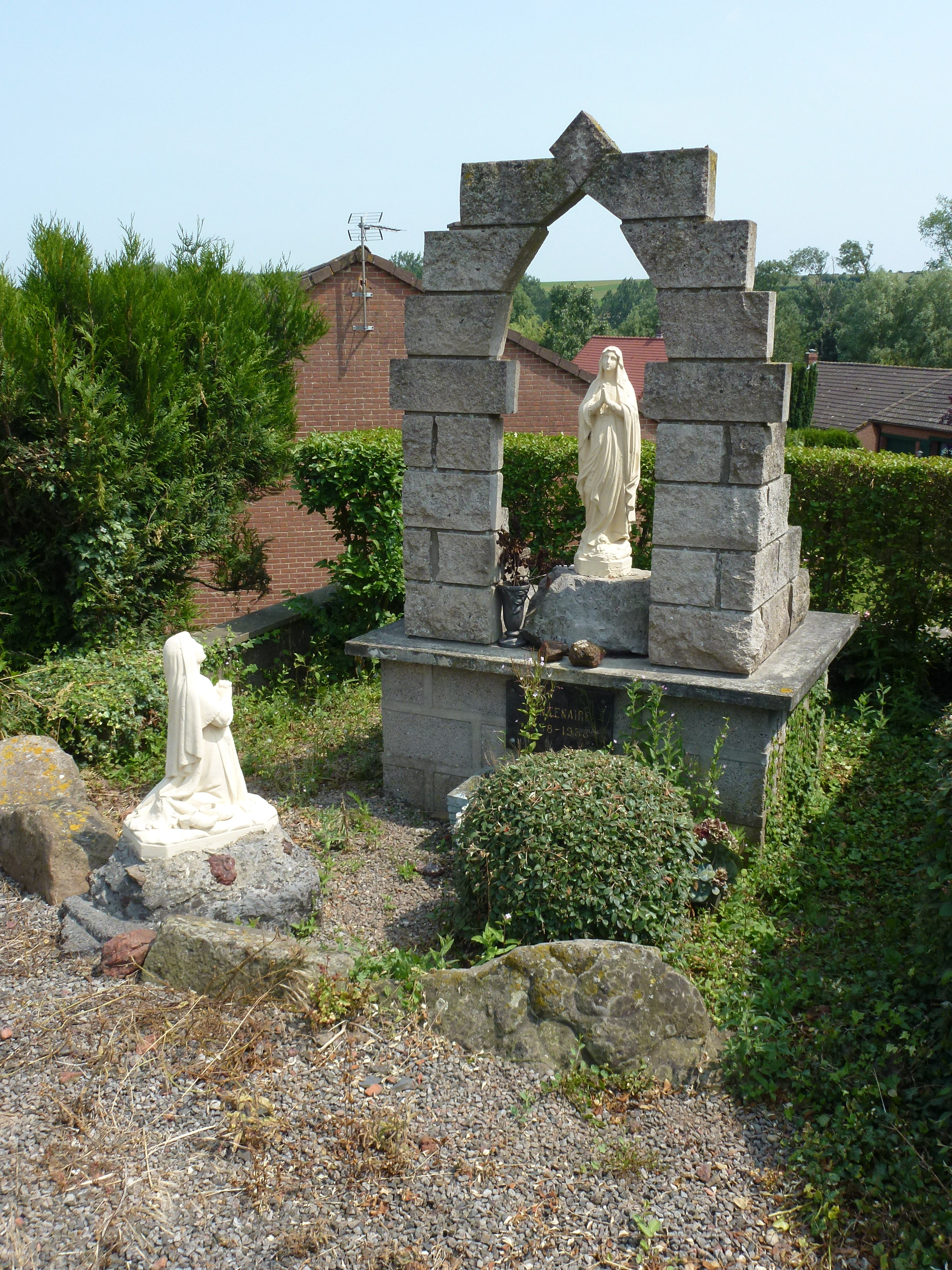
Replik einer Lourdes-Grotte
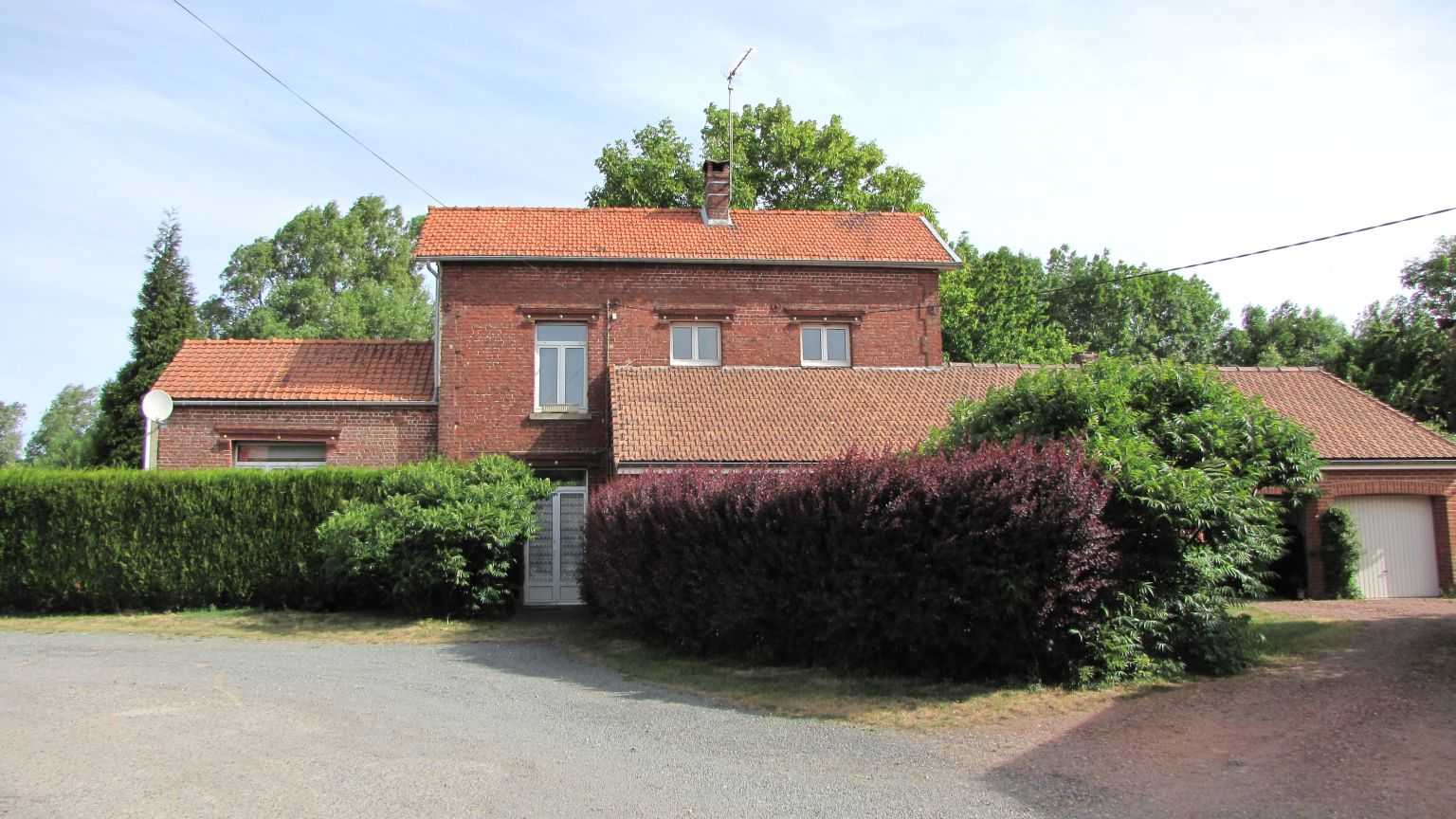
Bahnhof
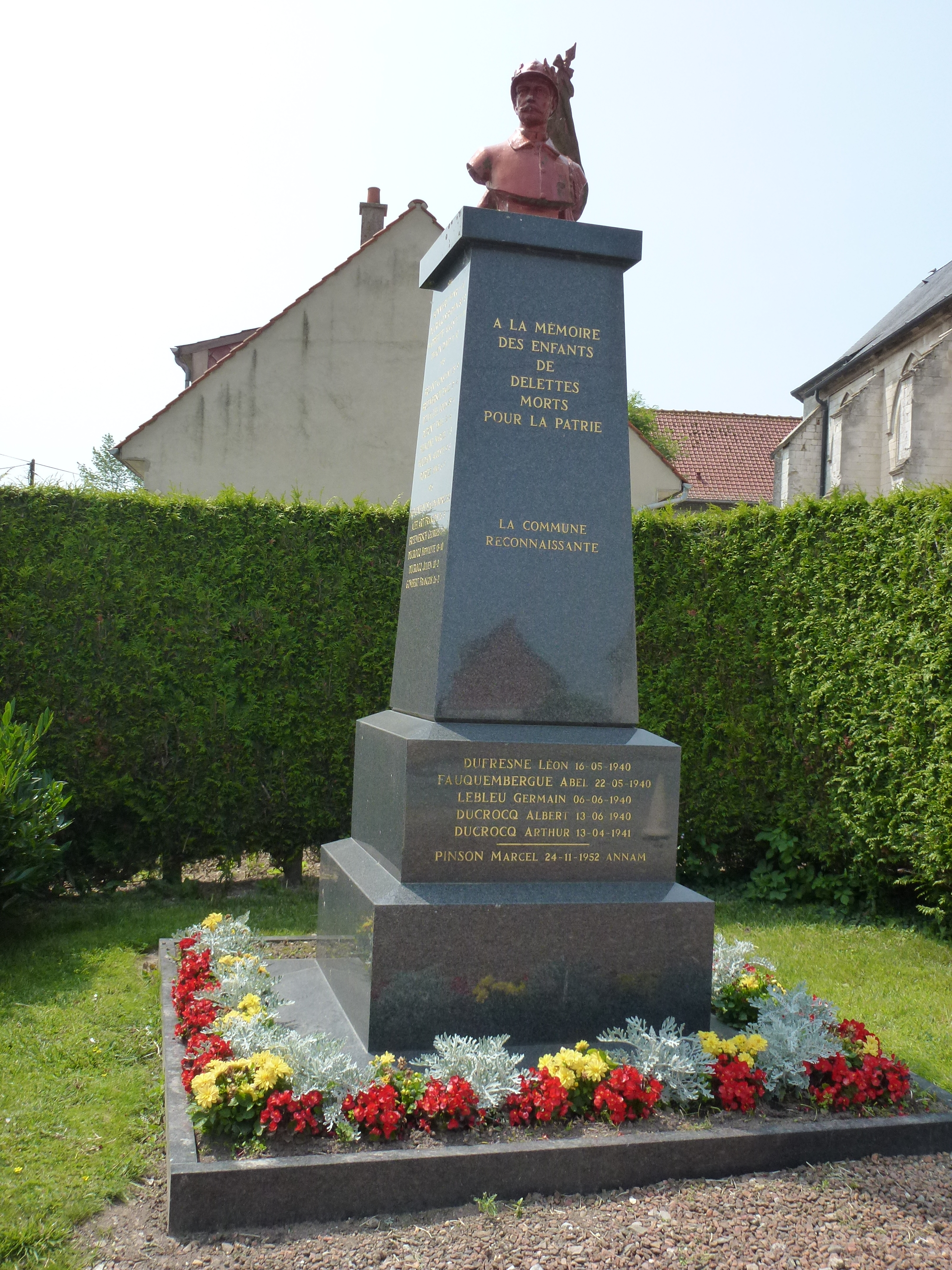
Gefallenendenkmal